# 제로코비드
제로코비드(영어: Zero-COVID)는 코로나19 범유행 기간 동안 일부 국가에서 시행한 공중 보건 정책이다. 위드코로나와 달리 제로코비드는 "통제 및 최대 억제" 전략 중 하나이다. 접촉 추적, 대량 검사, 국경 검역, 봉쇄, 완화 소프트웨어와 같은 공중 보건 조치를 사용한다. 이 전략의 목표는 이 지역을 코로나19를 종식하고 정상적인 경제 및 사회 활동을 재개하는 것이다.

## 같이 보기
- 위드 코로나